# Список правителів Артуа

Герб графства Артуа з 1237 року.

## Династія невідома
| № | Правитель | Період правління | Примітки                               |
| --- | --------- | ---------------- | -------------------------------------- |
| 1 | Одалрік   | бл. 850          | Перший відомий граф Артуа.             |
| 2 | Альтмар   | бл. 890          | Наближений Карла III (короля Франції). |
| 3 | Аделельм  | ? — 932          |                                        |
| В 932 році графство Артуа було захоплене Арнульфом I (графом Фландрії) і приєднане до графства Фландрія. |           |                  |                                        |

## Фландрськадинастія
| Граф Фландрії Філіпп I, виділив графство Артуа із свого домену і подарував своїй племінниці Ізабеллі Ено. |            |                                            |                                             | |
| № | Правитель  | Роки правління                             | Роки життя                                  | Примітки |
| 4 | Ізабелла I | 28 квітня 1180 — 15 березня 1190 (9 років) | 23 квітня 1170 — 15 березня 1190 (19 років) | Королева-консорт Франції. Отримала графство Артуа, в якості приданого, від свого дядька Філіппа I (графа Фландрії). Королева-консорт Франції (18 вересня 1180). Старша дочка Балдуїна V (графа Ено) та його дружини Маргарити І (графині Фландрії). Перша дружина короля Франції Філіппа II. Матір короля Людовика VIII. |

## ДинастіяКапетингів
| № | Правитель | Роки правління                            | Роки життя                                   | Герб | Примітки |
| --- | --------- | ----------------------------------------- | -------------------------------------------- | ---- | --- |
| 5 | Людовик I | 15 березня 1190 — 14 липня 1223 (33 роки) | 5 вересня 1187 — 8 листопада 1126 (39 років) |      | Король Франції (Людовик VIII). Син Ізабелли та її чоловіка Філіппа II (короля Франції). Перший король, який не був коронований за життя свого батька. Коротке правління Людовика VIII, як короля Франції, було ознаменовано двома блискучими кампаніями: одна проти англійців у Гієні, друга проти Райдунда VII (графа Тулузи). Він був батьком короля Франції Людовика IX Святого та Карла I (короля Неаполя), який народився після його смерті. |
| Після сходження Людовика I на трон Франції, графство Артуа ввійшло в склад Французького домену (з 14 липня 1223 по 1237). |           |                                           |                                              |      | |

## ДинастіяАртуа
| № | Правитель | Роки правління                               | Роки життя                                 | Герб | Примітки |
| - | --------- | -------------------------------------------- | ------------------------------------------ | --- | --- |
| 6 | Роберт I  | 1237 — 8 лютого 1250 (12/13 років)           | 25 вересня 1216 — 8 лютого 1250 (33 роки)  | | Засновник династії Артуа. Другий виживший син Людовика I та його дружини Бланки Кастильської. Отримав Артуа в якості апанажу. Брав участь в Сьомому хрестовому поході. Загинув під час битви при Ель-Мансурі. |
| 7 | Роберт II | вересень 1250 — 11 липня 1302 (51 рік)       | вересень 1250 — 11 липня 1302 (51 рік)     | Посмертний син Роберта I та його дружини Матильди Брабантської. Був графом Артуа протягом усього життя. Лицар Восьмого хрестового походу. Регент королівства Неаполь (з січня 1285 по вересень 1289) | |
| 8 | Матильда  | 11 липня 1302 — 27 листопада 1329 (27 років) | 1269/70 — 27 листопада 1329 (бл. 59 років) | Дочка Роберта II та його першої дружини Аміції (сеньйори Конша). Друга дружина пфальцграфа Бургундії Оттона IV. Успадкувала графство Артуа за Артезіанським звичаєм. Згідно з яким графство успадковується найближчими кровними родичами покійного графа, незалежно від їх статі. Це не влаштовувало її племінника Роберта, сина покійного брата Маго, з яким виникали постійні конфлікти і судові тяганини, які Маго вигравала. Завдяки шлюбу своїх дочок, доводилась тещею двом королям Франції Філіппові V та Карлу IV. Перша жінка яка стала пером Франції. | |

## Іврейська династія
| № | Правитель | Роки правління                                         | Роки життя                               | Герб | Примітки |
| - | --------- | ------------------------------------------------------ | ---------------------------------------- | ---- | --- |
| 9 | Іоанна I  | 27 листопада 1329 — 21 січня 1330 (1 місяць і 25 днів) | 15 січня 1292 — 21 січня 1330 (38 років) |      | Пфальцграфиня Бургундії (Іоанна II) Графиня-консорт Пуатьє Королева-консорт Франції Королева-консорт Наварри Дочка Маго I та її чоловіка Оттона III (пфальцграфа Бургундії). Дружина короля Франції Філіппа V. |

## ДинастіяКапетингів
| №  | Портрет | Правитель & Співправитель | Роки правління                                | Роки життя                                     | Герб | Примітки |
| -- | ------- | ------------------------- | --------------------------------------------- | ---------------------------------------------- | ---- | --- |
| 10 |         | Іоанна II & Ед            | 21 січня 1330 — 10/15 серпня 1347 (17 років)  | 1/2 травня 1308 — 10/15 серпня 1347 (39 років) |      | Пфальцграфиня Бургундії (Іоанна III) Герцогиня-консорт Бургундії Дочка Іоанни I та її чоловіка Філіппа V (короля Франції). Дружина герцога Бургундії Еда IV, якого зробила своїм співправителем.                                                                            |
| 11 |         | Філіпп I                  | 15 серпня 1347 — 21 листопада 1361 (14 років) | 1246 — 21 листопада 1361 (15 років)            |      | Герцог Бургундії (Філіпп I) Пфальцграф Бургундії (Філіпп I) Граф Оверні та Булоні (Філіпп I) Онук Іоанни II та її чоловіка Еда IV (герцога Бургундії). Син Філіппа Бургундського та його дружини Іоанни I (графині Оверні). Чоловік Маргарити II. Помер в юності, від чуми. |
| 12 |         | Маргарита I               | 21 листопада 1361 — 9 травня 1382 (20 років)  | 1309 — 9 травня 1382 (72/73 роки)              |      | Пфальцграфиня Бургундії (Маргарита I) Графиня-консорт Фландрії, Неверу і Ретеля. Дочка Іоанни I, сестра Іоанни II. |

## ДинастіяДамп'єрр
| №  | Портрет | Правитель    | Роки правління                                    | Роки життя                                 | Герб | Примітки |
| -- | ------- | ------------ | ------------------------------------------------- | ------------------------------------------ | ---- | --- |
| 13 |         | Людовик II   | 9 травня 1382 — 30 січня 1384 (1 рік і 8 місяців) | 25 жовтня 1330 — 30 січня 1384 (53 роки)   |      | Пфальцграф Бургундії (Людовик I) Граф Фландрії (Людовик II) Граф Неверу (Людовик III) Граф Ретеля (Людовик II) Син Маргарити I та її чоловіка Людовика I (графа Фландрії) |
| 14 |         | Маргарита II | 30 січня 1384 — 16 березня 1405 (21 рік)          | 13 квітня 1350 — 16 березня 1405 (54 роки) |      | Пфальцграфиня Бургундії (Маргарита II) Графиня Фландрії (Маргарита III) Графиня Невера (Маргарита I) Графиня Ретеля (Маргарита I) Герцогиня-консорт Бургундії (двічі) Пфальцграфиня-консорт Бургундії Графиня-консорт Оверні, Булоні та Артуа. Дочка Людовика II та його дружини Маргарити Брабантської. Вдова Філіппа I. Вдруге вийшла заміж за Філіппа II (герцога Бургундії). Згідно хронікам, Маргарита не володіла привабливою зовнішністю. Коли Карл VI (король Франції) збожеволів, Маргарита з чоловіком постійно проживали в Парижі. Будучи «жорстокою і зарозумілою дамою», з допомогою Королівської Ради здобула владу над королевою Ізабеллою Баварською. |

## ДинастіяВалуа
| №  | Портрет | Правитель | Роки правління                               | Роки життя                                  | Герб | Примітки |
| -- | ------- | --------- | -------------------------------------------- | ------------------------------------------- | ---- | --- |
| 15 |         | Іоанн     | 16 березня 1405 — 10 вересня 1419 (14 років) | 28 травня 1371 — 10 вересня 1419 (48 років) |      | Герцог Бургундії (Іоанн I) Пфальцграф Бургундії (Іоанн I) Граф Фландрії (Іоанн I) Граф Шароле (Іоанн III) Син Маргарити II та її другого чоловіка Філіппа II (герцога Бургундії). Продовжив політику свого батька. Він не зміг зайняти місце свого батька в Королівській Раді, яка керувала Францією, під час душевної хвороби французького короля Карла VI. Це спонукало Іоанна на вбивство свого двоюрідного брата та суперника Людовика I (герцога Орлеану). Вбивство брата короля, втягує Францію у громадську війну між арманьяками та бургундцями, які змагались за регентство. Цей конфлікт спонукає короля Англії Генріха V поновити Столітню війну, та скористатися можливістю заявити свої права на французький престол. В 1419 намагаючись примиритись з арманьяками, щоб відбити англійський наступ, був убитий на мосту Монтеро, за наказом спадкоємця французького перстолу Карла. Смерть Іоанна спонукає його сина та наступника Філіппа перейти на сторону Англії.                                          |
| 16 |         | Філіпп II | 10 вересня 1419 — 15 червня 1467 (47 років)  | 31 липня 1396 — 15 червня 1467 (70 років)   |      | Герцог Бургундії (Філіпп III) Герцог Брабанту (Філіпп II) Герцог Люксембургу (Філіпп I) Пфальцграф Бургундії (Філіпп II) Граф Фландрії (Філіпп II) Граф Голландії (Філіпп I) Граф Зеландії (Філіпп I) Граф Ено (Філіпп I) Граф Понтьє (Філіпп I) Маркграф Намюру (Філіпп IV) Маркграф Антверпену (Філіпп III) Син Іоанна I та його дружини Маргарити Баварської. Грав ключову роль в кінці Столітньої війни. Об'єднався з Англією, прагнучи помститись за вбивство свого батька, це призвело до підписання Труаського договору, який зробив Генріха V (короля Англії) спадкоємцем французького престолу. Завдяки сильній інтервенціоністській політиці Філіппу вдалося значно розширити свої влолодіння, скуповуючи та успадковуючи нові землі. Був одним із найбагатших і наймогутніших аристократів свого часу. При Філіппові Бургундський двір став художнім та культурним центром Європи. Неодноразово виявляв своє бажання піти у хрестовий похід. У 1430 році він заснував престижний лицарський орден Золотого Руна. |
| 17 |         | Карл I    | 15 червня 1467 — 5 січня 1477 (9 років)      | 10 листопада 1433 — 5 січня 1477 (43 роки)  |      | Герцог Бургундії (Карл I) Герцог Брабанту (Карл I) Герцог Люксембургу (Карл II) Герцог Гелдерна (Карл I) Пфальцграф Бургундії (Карл I) Граф Фландрії (Карл II) Граф Голландії (Карл I) Граф Зеландії (Карл I) Граф Ено (Карл I) Граф Понтьє (Карл II) Граф Цютфену (Карл I) Маркграф Намюру (Карл I) Маркграф Антверпену (Карл I) Син Філіппа II та його третьої дружини Ізабелли Португальської. Його правління було ознаменоване постійною контрфронтацією зі своїм чотириюрідним братом Людовиком XI (королем Франції), оголошенням незалежності від Франції, та зближенням зі Священною Римською імперією. Прагнув об'єднати всі свої володіння в одне незалежне королівство, але зіштохнувся з сильною опозицією, і згодом був убитий в Битві під Нансі. |
| 18 |         | Марія     | 5 січня 1477 — 27 березня 1482 (5 років)     | 13 лютого 1457 — 27 березня 1482 (25 років) |      | Герцогиня Бургундії (Марія I) Герцогиня Брабанту (Марія I) Герцогиня Люксембургу (Марія I) Герцогиня Гелдерну (Марія II) Пфальцграфиня Бургундії (Марія I) Графиня Фландрії (Марія I) Графиня Голландії (Марія I) Графиня Зеландії (Марія I) Графиня Ено (Марія I) Графиня Цютфену (Марія II) Маркграфиня Намюру (Марія I) Маркграфиня Антверпену (Марія I) Дочка Карла I та його другої дружини Ізабелли Бурбон. Перша дружина майбутнього імператора СРІ Максиміліана I. У віці 19-ти років стала на чолі своїх володінь, ослаблених боротьбою її батька за незалежність. Більшу частину свого правління провела в боротьбі проти короля Франції, захищаючи свої права на спадщину батька. Допомогу їй надавала мачуха Маргарита Йоркська. |